# Giuseppe Armanini
Giuseppe Armanini (Milano, 14 maggio 1874 – Milano, 15 maggio 1915) è stato un tenore italiano.

## Biografia
Studiò a Milano con Alberto Bosco e debuttò nel 1898 al Teatro Argentina di Roma ad Otello come Cassio. Nel 1902 debuttò per la seconda volta come primo tenore nel Faust al Teatro Dal Verme. Ha poi cantato con la Compagnia dell'Opera Castellano durante il tour europeo. Successivamente apparve nei teatri d'opera italiani, fece un'apparizione a Lisbona, Mosca e San Pietroburgo e nel 1907 fece una tournée in America meridionale. Nel 1911 debuttò alla Scala nel Il matrimonio segreto di Cimarosa. Nel 1911 cantò nel Fior di neve di Filiasi. Nel 1912 Armanini riapparve alla Scala come Fenton ne Le allegre comari di Windsor di Nicolai; nel 1913 cantò al Teatro Massimo di Palermo come Alfredo nella Traviata. Morì all'apice della sua carriera, un giorno dopo il suo 41º compleanno, nel 1915.